# Stepped Reckoner

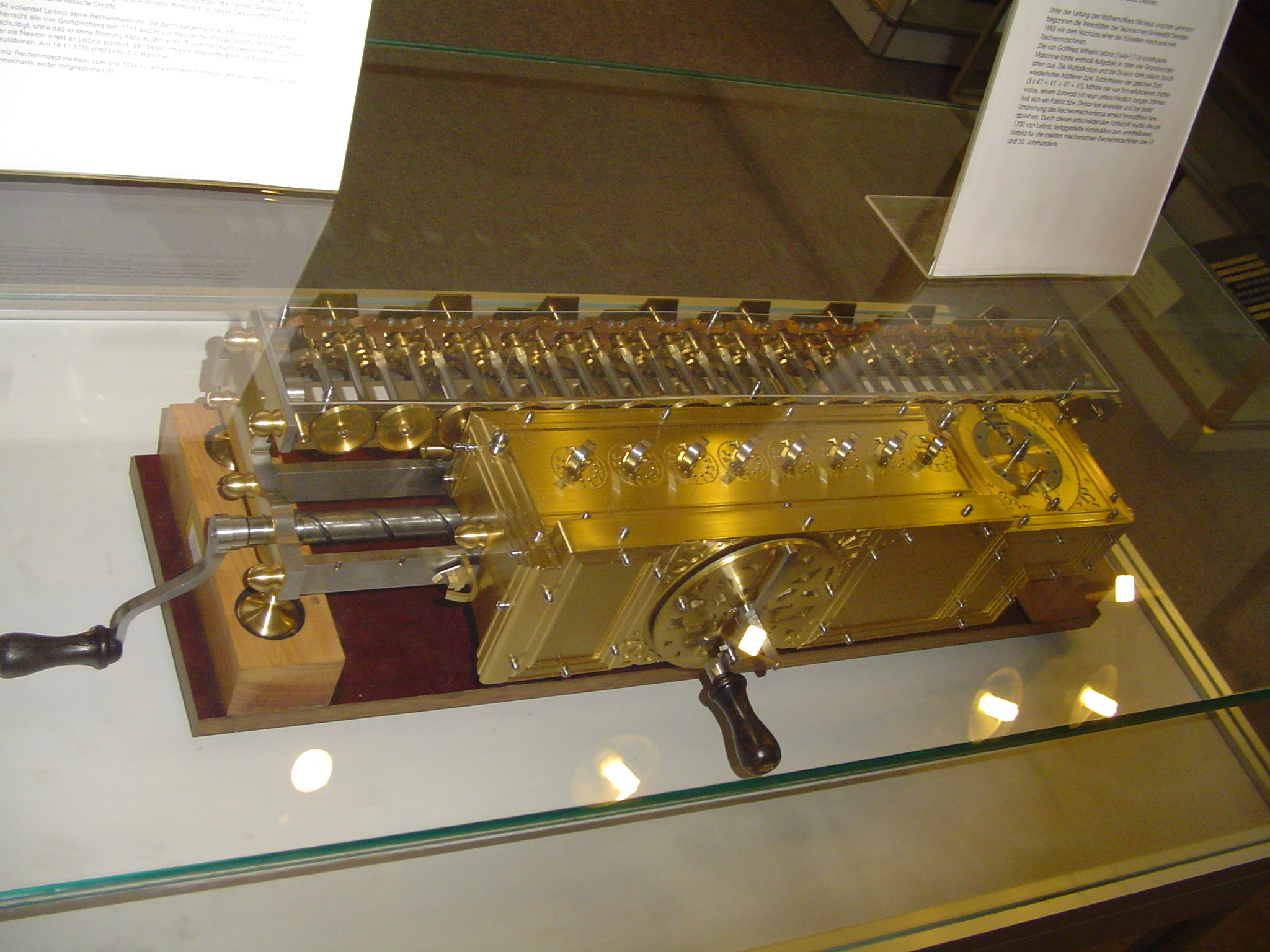
Una calcolatrice di Leibniz (67 cm di lunghezza), conservata al Technische Sammlungen Museum (Dresda)

La calcolatrice di Leibniz (in inglese Stepped Reckoner) è stata la prima calcolatrice meccanica della storia in grado di eseguire le quattro operazioni matematiche (addizione, sottrazione, moltiplicazione e divisione).
Fu ideata intorno al 1672 dal matematico e filosofo tedesco Gottfried Wilhelm von Leibniz, ma il progetto venne ultimato solo nel 1694. Benché Leibniz fosse stato influenzato dalla pascalina (l'addizionatrice inventata nel 1642 da Pascal), il suo progetto fu assolutamente innovativo sia da un punto di vista concettuale che tecnico. Diversi problemi meccanici, oltre a un difetto di progettazione nel meccanismo di riporto, impedirono alla macchina di funzionare in modo affidabile.
Della macchina furono creati solo due prototipi, di cui solo uno è stato recuperato e conservato nella Niedersächsische Landesbibliothek di Hannover, in Germania. Nonostante i difetti meccanici, la Stepped Reckoner divenne un nuovo punto di riferimento per i progettisti di calcolatrici: il traspositore utilizzato dalla Stepped Reckoner, chiamato "cilindro di Leibniz" (o "cilindro scalettato", a somiglianza del tedesco Steffelwalze e dell'inglese stepped cylinder), venne in seguito sfruttato in molte macchine. Tra queste gli aritmometri, le prime calcolatrici costruite industrialmente e le cui "imitazioni" dominarono il mercato tra il 1820 e l'inizio del XX secolo. Gli aritmometri possono essere considerati una sorta di "ingegnerizzazione" della macchina di Leibniz. La stessa idea base venne poi ripresa, con profonde modifiche, nel 1948, per la realizzazione della calcolatrice "tascabile" Curta.

## Descrizione
Esistono varie repliche della Stepped Reckoner (ad esempio quella esposta al Deutsches Museum di Monaco di Baviera), molte delle quali operano su dodici cifre. Il seguente paragrafo descrive il modello originale a sedici cifre esposto ad Hannover.
La Stepped Reckoner è lunga circa 67 cm, costruita in ottone lucido e acciaio, montata in un astuccio di rovere. È composta da due parti parallele unite tra di loro: un accumulatore, posto sul lato posteriore della macchina, in grado di contenere fino a sedici cifre decimali, e una sezione di input a otto cifre, allocata anteriormente. La sezione di inserimento dei numeri è composta da 8 manopole con le quali è possibile inserire il numero su cui operare. È presente anche una manopola alla destra della sezione di input, chiamata "moltiplicatore", che permette di selezionare il numero da moltiplicare: il calcolo viene poi eseguito girando la manovella posizionata sul lato anteriore della macchina. Il risultato viene visualizzato cifra per cifra sulle sedici caselle di output dell'accumulatore. La sezione di input è montata su binari e grazie alla rotazione di una manovella posizionata a sinistra è possibile spostarla lungo la sezione dell'accumulatore, allineando ogni cifra dell'operando ad una cifra dell'accumulatore. Inoltre vi è una sezione in cui viene indicato il riporto e un meccanismo di azzeramento.
La macchina può:

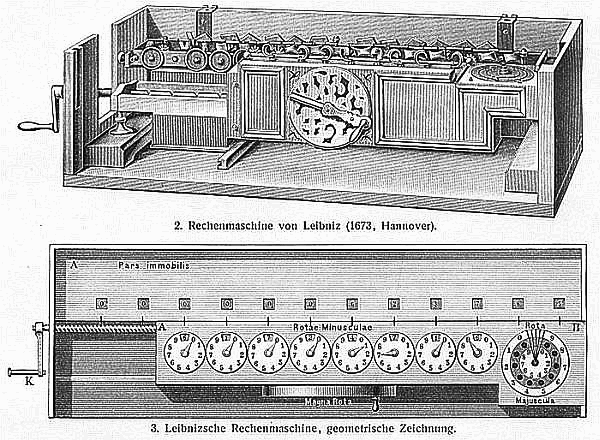
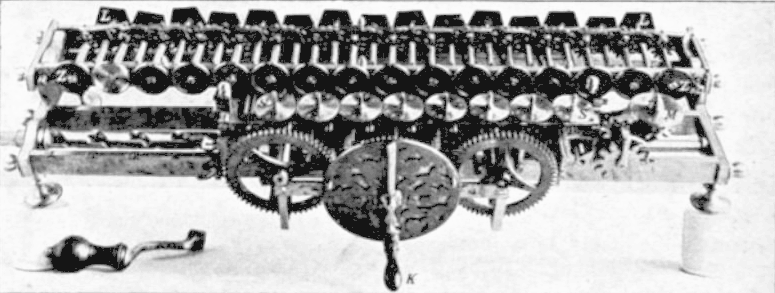

- Sommare o sottrarre un numero a otto cifre a/da un numero a sedici cifre
- Moltiplicare due numeri a otto cifre e ottenere un risultato fino a sedici cifre
- Dividere un numero a sedici cifre per un divisore di otto cifre

Sia l'addizione che la sottrazione vengono eseguite tramite un giro di manovella. Le operazioni di moltiplicazione e divisione invece vengono eseguite cifra per cifra sulle cifre del moltiplicatore o del divisore. Possono anche essere eseguite operazioni a cascata sul numero presente nell'accumulatore: ad esempio è possibile calcolarne la radice tramite una serie di divisioni e somme.

## Storia
I calcolatori meccanici che precedettero la Stepped Reckoner furono due: l'orologio di calcolo di Wilhelm Schickard, inventato nel 1623 e la pascalina di Blaise Pascal del 1645. Questi erano però capaci di eseguire solo le operazioni di somma e di sottrazione. La vera innovazione rispetto alle macchine di Schickard e Pascal fu il traspositore, costituito dal cilindro di Leibniz, e dalla possibilità di spostare il blocco dei cilindri rispetto all'accumulatore. Nelle addizionatrici precedenti un numero immesso veniva immediatamente sommato o sottratto e non era più riutilizzabile. Nella calcolatrice di Leibniz ogni cifra immessa causava una configurazione del relativo cilindro che restava immutata anche dopo un'operazione, finché non veniva volontariamente azzerata. Ciò permetteva di eseguire somme e sottrazioni ripetute del numero (eventualmente moltiplicato per una potenza di 10, tramite spostamento del blocco dei cilindri), ossia, come spiegato in seguito, moltiplicazioni e divisioni
Nel 1672 Leibniz, venendo a conoscenza della macchina di Pascal, decise di estendere il progetto della Pascalina creando un nuovo calcolatore capace di eseguire, oltre alle operazioni di somma e differenza già presenti nella macchina di Pascal, anche le operazioni di moltiplicazione e divisione, operando su numeri a sedici cifre. Egli presentò un modello di legno della suddetta macchina alla Royal Society di Londra il 1º febbraio 1673 e fu incoraggiato ad ultimare il suo progetto. In una lettera scritta a Johann Friedrich il 26 marzo 1673 Leibniz descrive la macchina aritmetica come leicht, geschwind, gewiß ovvero facile, veloce e affidabile. Inoltre aggiunse che teoricamente la macchina avrebbe potuto lavorare su numeri sufficientemente grandi aumentandone le dimensioni: eine zahl von einer ganzen Reihe Ziphern, sie sey so lang sie wolle (nach proportion der größe der Machine), cioè "un numero è costituito da una serie di cifre, finché è possibile (in base alle proporzioni della macchina)". Il primo prototipo, realizzato in ottone, è stato costruito tra il 1674 e il 1685. In seguito tra 1686 e il 1694 realizzò un nuovo modello del suo prototipo che definì "vecchia macchina". L'ultimo modello fu realizzato tra il 1690 e il 1720.
Nel 1775 l'ultimo modello della macchina di Leibniz fu spedito all'Università di Gottinga per delle riparazioni e fu smarrito. Venne ritrovato nel 1876 in una soffitta della stessa università. Nel 1880 fu restituito ad Hannover e restaurato tra il 1894 e il 1896 da Artur Burkhardt, il fondatore della maggiore compagnia tedesca di calcolatori dell'epoca.
Nel 1820 il francese Charles Xavier Thomas de Colmar, progettò l'aritmometro, che sarà la prima calcolatrice prodotta industrialmente e che può essere considerata una ingegnerizzazione della macchina di Leibnitz. Essa fu essenzialmente l'unica calcolatrice (a 4 operazioni) dell'Ottocento. Venne sostituita prima da macchine simili prodotte in Germania (es. Archimedes, Burkhardt, Saxonia, TIM, ...) e poi dalle calcolatrici basate sulla ruota di Odhner. Questo nuovo meccanismo permetteva di realizzare macchine più robuste e molto più compatte. Tuttavia e quasi paradossalmente, il cilindro di Leibniz (opportunamente modificato) tornerà in auge con la Curta, la più piccola calcolatrice meccanica mai realizzata

## Funzionamento

Animazione che mostra un cilindro di Leibniz

Leibniz inventò uno speciale tipo di meccanismo chiamato tamburo differenziato da cui sporgono 9 "creste" di lunghezza crescente (oggi questo meccanismo viene chiamato "ruota di Leibniz"). Una ruota dentata accoppiata al tamburo differenziato, potendo scorrere lungo la direzione del suo asse, viene a trovarsi in posizione relativa diversa rispetto alle creste del tamburo che agiscono su di essa come denti di un ingranaggio, il cui numero varia a seconda della posizione della ruota. Per esempio, se la ruota dentata si trova in posizione tale da ingranare con tre denti del tamburo, quando quest'ultimo ruota di un giro, essa subisce una rotazione corrispondente a tre denti. Così, con un giro del tamburo, è possibile fare compiere alla ruota dentata accoppiata una rotazione variabile e quindi incrementare, in un solo colpo, di più unità la cifra rappresentata dalla ruota. Ruotando in senso inverso, la cifra sarà sottratta.
Combinando insieme alcuni di questi tamburi è possibile operare su numeri di più cifre. Il fatto che la ruota dentata permanga nella posizione impostata permette di "memorizzare" il numero e, quindi, di moltiplicare e dividere operando una successione di somme e sottrazioni. In questo un aiuto fondamentale viene dalla possibilità di spostare il gruppo dei cilindri rispetto all'accumulatore. Per moltiplicare 715*123 non serve sommare 123 volte 715. Basta impostare 715 sui cilindri, sommarlo 3 volte, spostare i cilindri di una posizione a sinistra, sommare 2 volte, spostare e sommare una volta. Dopo il primo spostamento, 715 diventa 7150; dopo il secondo, diventa 71500.
Il numero di addizioni o sottrazioni consecutive è controllato da una lancetta posizionata sul quadrante del moltiplicatore. Il moltiplicatore ha lo stesso funzionamento di un telefono a disco con 10 fori nella sua circonferenza numerati da 0 a 9. Per eseguire una moltiplicazione o una serie di somme è sufficiente girare la lancetta sul quadrante in senso orario puntandola su un foro numerato. Il calcolatore così facendo esegue una somma per ogni foro finché la lancetta non torna al punto di partenza. Lo stesso funzionamento si ha per le operazioni di sottrazione e divisione ma in questo caso la lancetta dovrà essere girata in senso antiorario.